# Mischocarpus albescens
Mischocarpus albescens är en kinesträdsväxtart som beskrevs av Sally T. Reynolds. Mischocarpus albescens ingår i släktet Mischocarpus och familjen kinesträdsväxter. Inga underarter finns listade i Catalogue of Life.